# Erysimum kykkoticum
Erysimum kykkoticum ist eine Pflanzenart aus der Gattung Schöteriche (Erysimum) innerhalb der Familie der Kreuzblütler (Brassicaceae). Sie ist endemisch auf der Mittelmeerinsel Zypern und kommt ausschließlich im Tal des Xeros-Flusses im westlichen Troodos-Gebirge vor. Das Verbreitungsgebiet der Art umfasst weniger als 3 Hektar, und die Population wird auf weniger als 800 Individuen geschätzt. Ihr natürlicher Lebensraum besteht aus mediterraner, strauchreicher Vegetation und felsigem Gelände. Sie ist durch Waldbrände, Trockenheit, forstwirtschaftliche Maßnahmen und Straßenbau bedroht.

## Merkmale
Im Vergleich zu ähnlich aussehenden Arten der Gattungen Wolfsmilch und Levkojen, die in ähnlichen Lebensräumen vorkommen, besitzt Erysimum kykkoticum löffelförmige und relativ große Blätter.

## Verbreitung und Lebensraum
Die Art ist endemisch auf Zypern und besiedelt ein extrem kleines Gebiet von weniger als 3 Hektar. Sie ist ausschließlich an einem Ort namens Argakin tou Pissokremmou im Tal des Xeros-Flusses im westlichen Troodos-Gebirge zu finden. Dort wächst sie in Spalten magmatischen Gesteins oder vertikal an nord- und ostexponierten Böschungen entlang aufgegebener Waldpfade. Ihr Lebensraum ist geprägt von steilen Klippen und Hängen und umfasst weitere Pflanzenarten wie die Kalabrische Kiefer, die Erlenblättrige Eiche sowie verschiedene Sträucher.

## Systematik
Erysimum kykkoticum ist eine stammesgeschichtlich eher ursprüngliche Art innerhalb ihrer Gattung und am engsten mit einer Klade verwandt, die auch Erysimum cheiri umfasst.

## Gefährdung
Erysimum kykkoticum wird auf der Roten Liste gefährdeter Arten als vom Aussterben bedroht (Critically Endangered) eingestuft, da ihr Verbreitungsgebiet sehr klein ist und die Population gering und rückläufig ist. Die Gesamtzahl der Individuen wird auf unter 800 geschätzt. Daten aus Erhebungen von 1998 und 2004 deuten darauf hin, dass die Population rückläufig ist. Die Hauptbedrohung für die Art sind Waldbrände. Weitere, weniger schwerwiegende Gefährdungen sind Trockenheit, forstliche Maßnahmen und Straßenbau.
Das gesamte Verbreitungsgebiet von Erysimum kykkoticum liegt im geschützten Staatswald von Paphos, und die Art gilt auch auf Zypern als gefährdet. Der Staatswald von Paphos ist als Kandidat für den Status eines Gebietes von gemeinschaftlicher Bedeutung vorgesehen und wurde als potenzielles Europäisches Vogelschutzgebiet im Rahmen des Programms Natura 2000 vorgeschlagen.